# Чемпионат Европы по борьбе 1903
Неофициальный чемпионат Европы по борьбе 1903 года прошёл 8 февраля в Роттердаме (Нидерланды). Участники боролись по правилам греко-римской борьбы.
| вес | Золото            | Серебро              | Бронза      |
| ?   | Густав Фриштенски | Ханс-Хайнрих Эгеберг | Жозеф Пломб |